# Lista de vereadores de Santo André da 6.ª legislatura
Esta é a lista de vereadores de Santo André da 6.ª Legislatura, período que compreende de 1968 até 1972.
| 5.ª legislatura | Lista de vereadores de Santo André da 6.ª legislatura | 7.ª legislatura |

## Mesa Diretora
A composição da mesa diretora da Câmara Municipal de Santo André durante os cinco anos da 6.ª Legislatura tiveram as seguintes formações:
| 1968            | 1968                        | 1969            | 1969                        | 1970            | 1970                     | 1971-1972       | 1971-1972                |
| Presidência     | Presidência                 | Presidência     | Presidência                 | Presidência     | Presidência              | Presidência     | Presidência              |
| --------------- | --------------------------- | --------------- | --------------------------- | --------------- | ------------------------ | --------------- | ------------------------ |
| Presidente      | Ferreira dos Santos (ARENA) | Presidente      | Ferreira dos Santos (ARENA) | Presidente      | Antonio Maria (ARENA)    | Presidente      | Affonso Zanei (ARENA)    |
| Vice-presidente | Carlos Cerchiari (MDB)      | Vice-presidente | Antonio Maria (ARENA)       | Vice-presidente | Affonso Zanei (ARENA)    | Vice-presidente | Antonio Maria (ARENA)    |
| Secretaria      |                             |                 |                             |                 |                          |                 |                          |
| 1.º Secretário  | Jacob Gardil (ARENA)        | 1.º Secretário  | Jacob Gardil (ARENA)        | 1.º Secretário  | Pedro Nakasone (ARENA)   | 1.º Secretário  | Timóteo Móya (MDB)       |
| 2.º Secretário  | Paulo Faccina (MDB)         | 2.º Secretário  | Emílio Magalhães (ARENA)    | 2.º Secretário  | Emílio Magalhães (ARENA) | 2.º Secretário  | Manoel Ribeiro (MDB)     |
| 3.º Secretário  | Pedro Nakasone (ARENA)      | 3.º Secretário  | Timóteo Móya (MDB)          | 3.º Secretário  | Manoel Ribeiro (MDB)     | 3.º Secretário  | Emílio Magalhães (ARENA) |

## Parlamentares
| Parlamentar | Parlamentar                  | Imagem | Partido | Partido                              | Votos | % | Notas                                                     | Posição  |
| ----------- | ---------------------------- | ------ | ------- | ------------------------------------ | ----- | - | --------------------------------------------------------- | -------- |
| 1.º         | Acylino Bellisomi            |        |         | Movimento Democrático Brasileiro MDB |       |   |                                                           | Oposição |
| 2.º         | Affonso Maria Zanei          |        |         | Aliança Renovadora Nacional ARENA    |       |   |                                                           | Governo  |
| 3.º         | Antonio Braga                |        |         | Aliança Renovadora Nacional ARENA    |       |   |                                                           | Governo  |
| 4.º         | Antonio Ferrreira dos Santos |        |         | Aliança Renovadora Nacional ARENA    |       |   |                                                           | Governo  |
| 5.º         | Antonio Maria Filho          |        |         | Aliança Renovadora Nacional ARENA    |       |   |                                                           | Governo  |
| 6.º         | Belarmino Maximiano          |        |         | Movimento Democrático Brasileiro MDB |       |   |                                                           | Oposição |
| 7.º         | Bóris Artemtchouque          |        |         | Aliança Renovadora Nacional ARENA    |       |   |                                                           | Governo  |
| 8.º         | Carlos Vicente Cerchiari     |        |         | Movimento Democrático Brasileiro MDB |       |   | Substituído por Paulo Faccina durante a legislatura       | Oposição |
| 9.º         | Emílio Pires Magalhães       |        |         | Aliança Renovadora Nacional ARENA    |       |   |                                                           | Governo  |
| 10.º        | Jacob Gardil                 |        |         | Aliança Renovadora Nacional ARENA    |       |   |                                                           | Governo  |
| 11.º        | João Antonio Cara Valentim   |        |         | Aliança Renovadora Nacional ARENA    |       |   |                                                           | Governo  |
| 12.º        | João Raposo Rezende Filho    |        |         | Aliança Renovadora Nacional ARENA    |       |   |                                                           | Governo  |
| 13.º        | Juvenal Fortanella           |        |         | Movimento Democrático Brasileiro MDB |       |   |                                                           | Oposição |
| 14.º        | Luiz Aparecido de Campos     |        |         | Aliança Renovadora Nacional ARENA    |       |   | Substituído por Octávio de Oliveira durante a legislatura | Governo  |
| 15.º        | Manoel Ribeiro               |        |         | Movimento Democrático Brasileiro MDB |       |   |                                                           | Oposição |
| 16.º        | Norberto Augusto Fernandes   |        |         | Aliança Renovadora Nacional ARENA    |       |   |                                                           | Governo  |
| 17.º        | Pedro Nakasone               |        |         | Aliança Renovadora Nacional ARENA    |       |   | Substituído por Orlando Viganó durante a legislatura      | Governo  |
| 18.º        | Timóteo Móya Sanches         |        |         | Movimento Democrático Brasileiro MDB |       |   |                                                           | Oposição |
| 19.º        | Wilson da Costa Brandão      |        |         | Aliança Renovadora Nacional ARENA    |       |   |                                                           | Governo  |

## Suplentes
| Parlamentar | Parlamentar         | Imagem | Partido | Partido                              | Votos | % | Notas | Titular                  | Ref. | Posição  |
| ----------- | ------------------- | ------ | ------- | ------------------------------------ | ----- | - | ----- | ------------------------ | ---- | -------- |
| -           | Paulo Faccina       |        |         | Movimento Democrático Brasileiro MDB |       |   |       | Carlos Vicente Cerchiari |      | Oposição |
| -           | Octávio de Oliveira |        |         | Aliança Renovadora Nacional ARENA    |       |   |       | Luiz Aparecido de Campos |      | Governo  |
| -           | Orlando Viganó      |        |         | Aliança Renovadora Nacional ARENA    |       |   |       | Pedro Nakasone           |      | Governo  |

## Comissões
| Comissões Permanentes                 | 1968                                | 1968                                | 1968  |
| Comissões Permanentes                 | Presidente                          | Membros                             | Ref.  |
| ------------------------------------- | ----------------------------------- | ----------------------------------- | ----- |
| Comissão de Justiça e Redação         | Antonio Braga (ARENA)               | -                                   | [ 5 ] |
| Comissão de Justiça e Redação         | Antonio Braga (ARENA)               | -                                   | [ 5 ] |
| Comissão de Finanças e Orçamento      | Norberto Fernandes (ARENA)          | -                                   | [ 5 ] |
| Comissão de Finanças e Orçamento      | Norberto Fernandes (ARENA)          | -                                   | [ 5 ] |
| Comissão de Obras e Serviços Públicos | -                                   | -                                   | [ 5 ] |
| Comissão de Obras e Serviços Públicos | -                                   | -                                   | [ 5 ] |
| Comissão de Higiene e Cultura         | Orlando Viganó (ARENA)              | -                                   | [ 5 ] |
| Comissão de Higiene e Cultura         | Orlando Viganó (ARENA)              | Bóris Artemtchouque (ARENA)         | [ 5 ] |
| Comissões Permanentes                 | 1969                                | 1969                                | 1969  |
| Comissões Permanentes                 | Presidente                          | Membros                             | Ref.  |
| Comissão de Justiça e Redação         | João Antonio Cara Valentim (ARENA)  | Luiz Aparecido de Campos (ARENA)    | [ 6 ] |
| Comissão de Justiça e Redação         | João Antonio Cara Valentim (ARENA)  | Carlos Vicente Cerchiari (MDB)      | [ 6 ] |
| Comissão de Finanças e Orçamento      | Affonso Maria Zanei (ARENA)         | Norberto Fernandes (ARENA)          | [ 6 ] |
| Comissão de Finanças e Orçamento      | Affonso Maria Zanei (ARENA)         | Acylino Bellisomi (MDB)             | [ 6 ] |
| Comissão de Obras e Serviços Públicos | Bóris Artemtchouque (ARENA)         | João Raposo Rezende Filho (ARENA)   | [ 6 ] |
| Comissão de Obras e Serviços Públicos | Bóris Artemtchouque (ARENA)         | Juvenal Fortanella (MDB)            | [ 6 ] |
| Comissão de Higiene e Cultura         | Pedro Nakasone (ARENA)              | Wilson da Costa Brandão (ARENA)     | [ 6 ] |
| Comissão de Higiene e Cultura         | Pedro Nakasone (ARENA)              | Manoel Ribeiro (MDB)                | [ 6 ] |
| Comissões Permanentes                 | 1970                                | 1970                                | 1970  |
| Comissões Permanentes                 | Presidente                          | Membros                             | Ref.  |
| Comissão de Justiça e Redação         | Antonio Braga (ARENA)               | João Raposo Rezende Filho (ARENA)   | [ 7 ] |
| Comissão de Justiça e Redação         | Antonio Braga (ARENA)               | Carlos Vicente Cerchiari (MDB)      | [ 7 ] |
| Comissão de Finanças e Orçamento      | Bóris Artemtchouque (ARENA)         | Jacob Gardil (ARENA)                | [ 7 ] |
| Comissão de Finanças e Orçamento      | Bóris Artemtchouque (ARENA)         | Acylino Bellisomi (MDB)             | [ 7 ] |
| Comissão de Obras e Serviços Públicos | Octávio de Oliveira (ARENA)         | João Antonio Cara Valentim (ARENA)  | [ 7 ] |
| Comissão de Obras e Serviços Públicos | Octávio de Oliveira (ARENA)         | Juvenal Fortanella (MDB)            | [ 7 ] |
| Comissão de Higiene e Cultura         | Wilson da Costa Brandão (ARENA)     | Antonio Ferreira dos Santos (ARENA) | [ 7 ] |
| Comissão de Higiene e Cultura         | Wilson da Costa Brandão (ARENA)     | Timóteo Móya Sanches (MDB)          | [ 7 ] |
| Comissões Permanentes                 | 1971                                | 1971                                | 1971  |
| Comissões Permanentes                 | Presidente                          | Membros                             | Ref.  |
| Comissão de Justiça e Redação         | Antonio Ferreira dos Santos (ARENA) | João Raposo Rezende Filho (ARENA)   | [ 8 ] |
| Comissão de Justiça e Redação         | Antonio Ferreira dos Santos (ARENA) | Belarmino Maximiano (MDB)           | [ 8 ] |
| Comissão de Finanças e Orçamento      | Antonio Braga (ARENA)               | Norberto Fernandes (ARENA)          | [ 8 ] |
| Comissão de Finanças e Orçamento      | Antonio Braga (ARENA)               | Acylino Bellisomi (MDB)             | [ 8 ] |
| Comissão de Obras e Serviços Públicos | Orlando Viganó (ARENA)              | Bóris Artemtchouque (ARENA)         | [ 8 ] |
| Comissão de Obras e Serviços Públicos | Orlando Viganó (ARENA)              | Juvenal Fortanella (MDB)            | [ 8 ] |
| Comissão de Higiene e Cultura         | Wilson da Costa Brandão (ARENA)     | João Antonio Cara Valentim (ARENA)  | [ 8 ] |
| Comissão de Higiene e Cultura         | Wilson da Costa Brandão (ARENA)     | Carlos Vicente Cerchiari (MDB)      | [ 8 ] |
| Comissões Permanentes                 | 1972                                | 1972                                | 1972  |
| Comissões Permanentes                 | Presidente                          | Membros                             | Ref.  |
| Comissão de Justiça e Redação         | Octávio de Oliveira (ARENA)         | João Raposo Rezende Filho (ARENA)   | [ 9 ] |
| Comissão de Justiça e Redação         | Octávio de Oliveira (ARENA)         | Belarmino Maximiano (MDB)           | [ 9 ] |
| Comissão de Finanças e Orçamento      | Norberto Fernandes (ARENA)          | Wilson da Costa Brandão (ARENA)     | [ 9 ] |
| Comissão de Finanças e Orçamento      | Norberto Fernandes (ARENA)          | Paulo Faccina (MDB)                 | [ 9 ] |
| Comissão de Obras e Serviços Públicos | Orlando Viganó (ARENA)              | Bóris Artemtchouque (ARENA)         | [ 9 ] |
| Comissão de Obras e Serviços Públicos | Orlando Viganó (ARENA)              | Juvenal Fortanella (MDB)            | [ 9 ] |
| Comissão de Higiene e Cultura         | -                                   | Acylino Bellisomi (MDB)             | [ 9 ] |
| Comissão de Higiene e Cultura         | -                                   | -                                   | [ 9 ] |